# Helga Schauerte-Maubouet
Helga Elisabeth Schauerte-Maubouet (Lennestadt, Alemania, 8 de marzo de 1957) es una organista, escritora y editora de música franco-germana. Helga Schauerte ha grabado todas las obras para órgano de Jehan Alain, Dietrich Buxtehude y Johann Sebastian Bach (en proceso), como también ciertas obras de Buttstett, Corrette, Reger, Boëllmann, Dubois y Langlais, que comprende una cuarentena de grabaciones.
Ella trabaja como artista en Europa y en los Estados Unidos, y es organista de la Iglesia luterana alemana en París, y enseña en el Conservatorio Nadia et Lili Boulanger de París. Es miembro y jurado de concursos internacionales de órgano. Fue alumna y discípula de Marie-Claire Alain.

## Biografía
Helga Schauerte-Maubouet nació el 8 de marzo de 1957, Lennestadt, en Alemania Occidental. Schauerte-Maubouet recibió su licenciatura (bachillerato) en St Franziskusschule, Olpe en 1976. Helga Schauerte confesó que se sintió atraída por el órgano desde pequeña. Hizo su primera aparición pública como organista, a los 10 años de edad, y fue organista jefe en la parroquia eclesial de su localidad a los 13 años. Su primera aparición pública como organista fue por accidente, precisamente un día después de su décimo cumpleaños, un pastor estaba buscando un organista para tocar en dos servicios. Llamó al padre de Schauerte-Maubouet para preguntar si su hermano estaba disponible, él no se encontraba en la ciudad, y como Helga Schauerte-Maubouet para su corta edad era capaz de improvisar y acompañar a todos los himnos de la iglesia en Fa mayor. Su primer recital de órgano en solitario fue a la edad de 17.
Después de obtener el título de licenciatura (1976) estudio música en la Staatliche Hochschule für Musik Köln, así como filosofía y pedagogía en la Universidad de la ciudad de Colonia. En la clasificación por órganos de Viktor Lukas, el repertorio fue focalizado en Bach y Reger. Para el estudio de música de órgano francesa e italiana, participó en los cursos de verano de órgano con Marie-Claire Alain (Saint-Donat, 1978), André Marchal, Xavier Darasse (Toulouse, 1979), Michael Radulescu y Luigi Tagliavini (1982). Como en su momento no existía información sobre Jehan Alain disponible en alemán, decidió en 1981 continuar sus estudios de órgano con Marie-Claire Alain en París, para al mismo tiempo, investigar acerca de su hermano. En ese año conoció a Jean Langlais, quién le confió algunas de sus primeras obras de órgano.
Realizó los exámenes estatales correspondientes para Filosofía y Pedagogía en la Universidad de Colonia en 1982, Música y maduración artística en 1982, interpretación de órgano en 1985 en la Escuela Superior de Música de Colonia bajo la tutela del profesor Viktor Lukas. También estudió en el Conservatorio de Rueil-Malmaison, en Francia en 1983.
En 1982 se convirtió en organista de la Iglesia Luterana alemana en París. Brindo recitales, conferencias y clases magistrales, en Europa y los Estados Unidos, incluyendo la Royal Academy of Music (Londres) y la Universidad de Míchigan (Estados Unidos). Dio actuaciones que se radiaron en Alemania Occidental y Francia. En su primer concierto interpretó obras de Jehan Alain y JS Bach.
Helga Schauerte ha grabado una cuarentena de álbumes, incluyendo la obra integral para órgano de Jehan Alain y Dietrich Buxtehude; algunas piezas de Juan Heinrich Buttstett, Michel Corrette, Max Reger, Boëllmann, Théodore Dubois y Langlais, Francis Poulenc, los conciertos para órgano de Vierne, Marcel Dupré, J.S. Bach, Gottfried August Homilius, Johann Gottfried Walther, Johann Christian Kittel, Kellner, Andreas Armsdorff, Johann Gottfried Müthel. También está grabando la obra completa de órgano de Jean Sebastien Bach.
Helga Schauerte-Maubouet es autora del primer libro en legua alemana sobre la música de Jehan Alain, ha descubierto y adquirido cerca de cuarenta partituras autógrafas del compositor francés. Fue contratada por Bärenreiter para contribuir a la nueva edición de MGG (Musik in Geschichte und Gegenwart), para escribir sobre temas de música de órgano francesa en el libro Handbuch Orgelmusik (Manual sobre música en órgano), y para que publicase ediciones críticas sobre las obras completas al órgano de Léon Boëllmann, Théodore Dubois y Louis Vierne, así como de la música vocal de Marc-Antoine Charpentier. Contribuyó en artículos para la revista musical alemana Ars Organi, la británica Organists Review y la estadounidense The American Organist L'Orgue. También compuso piezas ambientadas en villancicos navideños franceses y alemanes para órgano, como también para otros instrumentos publicadas en la editorial alemana de Merseburger.
Con respecto a su estudio de la obra de Jehan Alain, además de los registros llevados a cabo, también hizo un examen crítico y una evaluación de todos los autógrafos conocidos hasta hoy. Se esfuerza por ser filológicamente consistente en la resolución de los problemas de redacción que han surgido desde que aparecieron las primeras ediciones. Las primeras ediciones se realizaron durante la Segunda Guerra Mundial y estos solo cubren aproximadamente el 70% de los autógrafos que se conocen hoy en día. Las indicaciones que faltan en los manuscritos que se utilizaron para la primera edición fueron completados más tarde por otros miembros de la familia Alain, sucesivamente por Albert y Olivier Alain, y más tarde por Marie-Claire Alain, pero sin especificar que estos no formaban parte de los escritos originales.
Gracias a sus giras, grabaciones para radio y CD, así como su investigación musicológica, Schauerte-Maubouet se convirtió en una de las más destacadas músicas de su generación. En 1987 recibió el premio cultural de Olpe, Alemania. Desde 1990 su biografía ha sido incluida en la International Who’s Who in Music, y ha sido seleccionada para figurar en 2000 Músicos Sobresalientes del siglo XX.
Sus conciertos incluyeron la interpretación integral de las obras para órgano de Jehan Alain en París en 1986; y una primera interpretación de tres de las obras de Jean Langlais al órgano: B.A.C.H.: six pièces, Miniature II y Mort et résurrection. Es, además, profesora en el Conservatorio Municipal Nadia et Lili Boulanger de París, y miembro del jurado para competiciones internacionales de órgano.
En 2006 fundó una academia de órgano de Bach en Pontaumur.
Por su contribución y compromiso con la música francesa, Helga Schauerte recibió la insignia de Caballero de la Orden de las Artes y las Letras; así como la Orden del Mérito de la República Federal de Alemania.

## Vida personal
Helga Schauerte-Maubouet se casó con Philippe Maubouet el 22 de julio de 1988. Sus hobbies son escalar la montaña a pie, lectura y natación.

## Discografía
Obras integrales de órgano de
- Jehan Alain: 2 volúmenes (Motette, 11311 /11301) 1990
- Dietrich Buxtehude: 5 volúmenes, Syrius (SYR 141.347/348/359/366/371), 2000-2002
- Johann Sebastian Bach: (under way) (Syrius, 7 volúmenes editado en 2010)

Portraits
- Die Passauer Domorgel: Les plus grandes orgues d'église du monde Cathédrale Saint-Étienne de Passau (Syrius, 141310) 1995
- Max Reger: œuvre d'orgue pour le temps de Noël (Syrius, 141320) 1997
- Johann Heinrich Buttstett (Syrius, 141334) 1998
- Jean Langlais (Ambiente, ACD 9801) 1998
- Léon Boëllmann (Syrius, 141374) 2003
- Théodore Dubois (Syrius, 141382) 2004
- Louis-Nicolas Clérambault, Nicolas Séjan, Jean-François Dandrieu, en el órgano de Saint-Calais (Sarthe) (Syrius, 141396) 2005
- Michel Corrette, André Raison, Jacques-Marie Beauvarlet-Charpentier, Louis Marchand, Orgue historique de La Flèche (Sarthe) (Syrius, 141408) 2006
- Johann Sebastian Bach and his time.  Historical Organs in the district of Olpe
- Organum Antiquum: Earliest Organ Music until Johann Sebastian Bach (Syrius, 141459) 2012

## Edición crítica
Obras completas para órgano Bärenreiter
- 2002 - 2004 Léon Boëllmann, Vol I (BA 8424) - Vol II (BA 8425) - Vol III (1-3 BA 8462/63/64)
- 2005 - 2007 Théodore Dubois, Vol I (BA 8468) - Vol II (BA 8469) - Vol IV (BA 8471)
- 2008 - 2013 Louis Vierne, 10 Volumes among which Vol I, III, VI to IX available in 2012)
- 2011 Jehan Alain, Vol I (BA 8428) - Vol II (BA 8429) - Vol III (8430)

Piano Bärenreiter
- 2008 Louis Vierne, Complete Piano Works, Vol III (BA 9613)

Coro y orquesta Bärenreiter
- 2004 Marc-Antoine Charpentier, Te Deum H.146 3rd edition in 2010 (BA 7593)
- 2004 Marc-Antoine Charpentier, Messe de Minuit H.9 (BA 7592)
- 2005 Marc-Antoine Charpentier, Te Deum H.148(BA 7591)